# Bolbitius vitellinus
Bolbitius vitellinus (Pers.) Fr., Epicrisis Systematis Mycologici (Upsaliae): 254 (1838).
Bolbitius vitellinus è un fungo basidiomicete appartenente alla famiglia Bolbitiaceae.

## Caratteri morfologici
Cappello
Piuttosto piccolo, 2 – 5 cm.

Inizialmente campanulato, diventa poi convesso ed infine piano; viscido con l'umidità; color giallo-citrino (oppure color tuorlo d'uovo), a volte giallo-ocra; presenta striature radiali.

Sbiadisce con l'età ma preserva il colore giallo vivo al centro, sotto forma di umbone. A volte si decolora a tal punto da diventare quasi "trasparente".
Lamelle
Libere, fragili; dapprima gialline, successivamente giallo-sporco, infine giallo-ocra per via della sporata.
Gambo
3-7 x 0,5–1 cm, cilindrico, esile, molto fragile, cavo, fioccoso, bianco alla base, color giallo-chiaro altrove.
Carne
Biancastra oppure giallina, inconsistente.
- Odore: subnullo, non ben definibile.
- Sapore: praticamente nullo.

## Microscopia
Sporeellissoidali, brune in massa, lisce, con poro germinativo largo e centrale, 10,5-14,5 x 6,2-7,0 µm.
Basiditetrasporici, raramente bisporici, clavato-pedicellati, 21-24 x 9,5-13 µm, ialini.
Cheilocistidiirregolarmente lageniformi, con un collo flessuoso corto o lungo, 23-36(-48) x 9,5-12(-19) µm, ialini.
Pleurocistidirari, utriformi o lageniformi, 23,5-28,5 x 7-10 µm.

## Reazioni chimiche
Con KOH (idrossido di potassio) la superficie del cappello vira al grigio scuro.

## Habitat
Gregario, spesso cespitoso; cresce dalla primavera all'autunno, su prati ricchi di humus.

Predilige lo sterco ma cresce anche su materia organica in decomposizione come legno marcescente, fogliame, fieno ecc.

## Commestibilità
Senza alcun valore alimentare, anche se probabilmente innocuo.

## Etimologia
Dal latino "vitellinus"= "inerente al tuorlo d'uovo", per via del colore giallo.

## Specie simili
- Alcune specie dei generi Hygrocybe, Panaeolus e Coprinus.
- Leucocoprinus birnbaumii, una specie tropicale simile per taglia e colore del cappello, ma quest'ultimo non è viscido, le lamelle sono libere, ha un anello sul gambo e le spore sono bianche.[1]

## Sinonimi e binomi obsoleti
- Agaricus boltonii Pers., Synopsis Methodica Fungorum (Göttingen): 414 (1801)
- Agaricus flavidus Bolton, Hist. fung. Halifax: 149 (1789)
- Agaricus vitellinus Pers., Synopsis Methodica Fungorum (Göttingen): 402 (1801)
- Bolbitius boltonii (Pers.) Fr., Epicrisis systematis mycologici (Uppsala): 254 (1838)
- Bolbitius flavidus (Bolton) Massee, Brit. Fung.-Fl. 2: 204 (1893)
- Cortinarius vitellinus (Fr.) Bigeard & H. Guill., Fl. Champ. sup. France (Chalon-sur-Saône): 255 (1909)
- Prunulus boltonii (Pers.) Gray, A Natural Arrangement of British Plants (London) 1: 632 (1821)